# Orisha
Als Orishas (Orisa; portugiesisch Orixá; spanisch Oricha; Yoruba: Òrìṣà) werden die Götter in der Religion der Yoruba und in den darauf beruhenden afroamerikanischen Religionen wie der kubanischen Santería und dem brasilianischen Candomblé und der Umbanda bezeichnet.
Die Òrìṣà zeichnen sich durch Nähe und Vertrautheit mit den Menschen aus, die sich durch Trancezustände in den ihn Eingeweihten offenbaren.

„Der Orixá ist eine reine Kraft, immaterielles Àṣe, das sich den Menschen nur wahrnehmbar macht, wenn es sich in einem von ihnen verkörpert. Dieser vom Orixá Auserwählte, einer seiner Nachfahren, heißt elégùn, derjenige, welcher das Privileg des Bereitens, gùn, durch ihn erfährt. Er wird zu seinem Träger, so dass dem Orixá die Möglichkeit gegeben wird, zur Erde zurückzukommen, um den Beweis des Respekts von seinen Nachfahren, die ihn anriefen, zu grüßen und zu erhalten.“

Alle Òrìṣà stehen mit dem Wasser, der Erde, der Luft oder dem Feuer in verschiedenartigen Unterteilungen in Verbindung, d. h., sie sind personifizierte Naturgewalten. Bei den Festen, in denen die komplexe Yoruba-Mythologie theatralisch inszeniert wird, ist jedem eine bestimmte Musik, d. h. ein eigener Trommelschlag und Gesänge, sowie Tanzschritte mit den entsprechenden Körper- und insbesondere Handbewegungen eigen. Zwischen den einzelnen Òrìṣà gibt es diverse Verwandtschaftsbeziehungen, Liebesaffären und Streitigkeiten. Wie Menschen übertreten sie Grenzen und brechen Tabus, wodurch nicht nur die Götterwelt, sondern gleichzeitig das irdische Leben seine Dynamik erhält.
Über den Orishas steht Olorun. Er ist als einziger allmächtig. Seine Macht ist so groß, dass die Gläubigen keinen direkten Kontakt mit ihm aufnehmen können. Daher gibt es keine Zeremonien, die Olorun direkt ansprechen. Die Orishas haben dagegen menschliche Züge mit Fehlern und Schwächen. Sie dienen als Vermittler zwischen den Menschen und Olorun. Die Orishas sind im Prinzip alle gleich mächtig, jedoch wird Obatala und Yemayá eine übergeordnete Rolle zugeordnet. Eine weitere Sonderrolle hat Eshu. Er ist menschlicher als die anderen Orishas und wird eher den Geistern zugerechnet. Er ist Türhüter und Götterbote und muss bei allen Ritualen als Erster begrüßt werden und auch als Erster seine Opfergaben erhalten.

## Afrika
Bei den Yoruba mit dem Zentrum in Ile-Ife gibt es hunderte von Orishas. Die Orishas unterscheiden sich regional in ihrer Bedeutung, ihren Aspekten und ihren Beziehungen, die in Erzählungen (Patakis) überliefert werden.
In Afrika wird die Verehrung der Òrìşà in maskuliner Linie von Generation zu Generation innerhalb der Familien vererbt. Da die Frauen in der traditionellen yorubanischen Gesellschaft exogam und virilokal heiraten, bringen sie verschiedene andere Kulte in den Klan des Ehemannes, jedoch erhalten diese keine größere Bedeutung.
Seit 2005 ist der Hain der Orisha Osun ein UNESCO-Welterbe und das Ifá-Orakel des Orisha Òrúnmìlà ein UNESCO-Meisterwerk der Menschheit.

## Amerika
Das Orakel von Ifé kann in Brasilien durch das Werfen der Kaurischnecken durch eine Mãe-de-santo (Ialorixá) oder einen Pai-de-santo (Babalorixá) konsultiert werden. Òrúnmìlà-Ifá ist einer der bedeutendsten Òrìşà, doch bezieht sich dieser Begriff auch auf das Ifá-Orakel, das aus 16 Hauptodú (Kapiteln) und insgesamt aus 256 Odú besteht, die über die einzelnen Òrìşà berichtet.
Beim Sklaventransport nach Amerika verschwanden regionale und für das Leben in der Diaspora wirkungslose Orishas. In der kubanischen Santería werden nur noch ein paar Dutzend Orishas verehrt, die hier sehr viel weniger variieren als bei den Yoruba. Ihnen sind Farben, Zahlen, Pflanzen, Klänge, Rhythmen, Lieblingsspeisen und Lieblingsgetränke zugeordnet.
In Amerika werden die Orishas in den meisten Religionen synkretistisch mit katholischen Heiligen verbunden. Im haitianischen Voodoo entsprechen den Orishas die teilweise identischen Loas. Der brasilianische Candomblé hat drei Hauptnationen. Jede Nation hat eine unterschiedliche Sprache, unterschiedliche Lieder, Gebete und Heiligtümer. Die Orishas, N'kissis und Voduns haben einige Gemeinsamkeiten, aber sind trotzdem unterschiedliche Heilige.
Die sudanesischen Kulturen werden zum Beispiel von der Yoruba-Gruppe auch als Nago und als Ketu erkannt, und beten für die Orishas:
- Ketu
- Efan
- Ijexá
- Nagô Egbá
- Batuque do Rio Grande do Sul
- Xambá de Pernambuco

Die Gruppe von Dahomey wird durch Jeje vertreten, und diese Nationen verehren Vodun als heilig:
- Fon
- Éwé
- Mina
- Fanti
- Ashanti

Die Bantu-Zivilisationen der „Contra Costa“ werden durch „Moçambiques“ (Kaninchenfischen und Angicos) vertreten, nachdem er zu der Gruppe Bantu-Völker reduziert wurde. Diese Nation hält die Nkissi als heilig:
- Candomblé Bantu
- Angola
- Congo
- Cabinda

| Orisha    | Alternativnamen                               | Bedeutung, Zuordnung                              | Synkretismus Candomblé                                           | Synkretismus Santería                                          | Besonderheiten                   |
| --------- | --------------------------------------------- | ------------------------------------------------- | ---------------------------------------------------------------- | -------------------------------------------------------------- | -------------------------------- |
| Olodumare | Olorum, Olofin                                | Schöpfer                                          | Gott                                                             |                                                                |                                  |
| Obatala   | Oshala, Orishala, Orixalá, Orisainlá, Oxala   | Frieden                                           | Christus, Nosso Sr. do Bonfim                                    | Virgen de las Mercedes                                         | Im Voodoo vergleichbar Damballah |
| Yemayá    | Yemoja, Iemanja, Yemanja                      | Mutter der Fische, Mutter der Menschheit, Ästuar  | Maria, Stella maris                                              | Virgen de Regla                                                |                                  |
| Eshu      | Elegua, Elegba, Eleda, Legba, Papa Legba, Exu | Götterbote, Männer Fruchtbarkeit                  | Heiliger Antonius                                                | Niño de Atocha Antonius von Padua                              | Im Voodoo Legba                  |
| Shango    | Xango, Chango, Sango                          | Gerechtigkeit, Justiz, Krieg, Feuer, Donner       | Hieronymus, Johannes der Täufer, Michael (Erzengel), Sankt Peter | Barbara                                                        |                                  |
| Oshun     | Ọṣun, Caridad, Oxum                           | Frauen Fruchtbarkeit, Fluss, Wasserfall, Liebe    | Jungfrau von Candelaria, Unbefleckte Empfängnis                  | Virgen de la Caridad del Cobre                                 |                                  |
| Ogún      | Ogoun, Ogúm, Ogou, Ogun                       | Eisen, Werkzeuge, Gefängnis, Politik, Technologie | Antonius, Sankt Georg                                            | Petrus (in Havanna), Paulus, Johannes der Täufer (in Matanzas) | Im Voodoo Ogoun                  |
| Oyá       | Yansa, Iansan                                 | Sturm, Wind, Blitz, Tornado, Orkan                | Barbara                                                          | Theresa von Ávila                                              |                                  |
| Orunmila  | Orunmila-Ifá                                  | Weisheit, Schicksal                               | Franz von Assisi, Heiliger Geist                                 | Franz von Assisi                                               |                                  |

| Orisha     | Alternativnamen                                                                | Bedeutung, Zuordnung                                                   | Synkretismus Candomblé        | Synkretismus Santería               | Besonderheiten |
| ---------- | ------------------------------------------------------------------------------ | ---------------------------------------------------------------------- | ----------------------------- | ----------------------------------- | -------------- |
| Aggayú     | Aganju, Aganyu, Agayu                                                          | Vulkane, Steppe                                                        | Josef von Nazaret             | Christophorus                       |                |
| Omolu      | Soponna, Shonponno, Sakpata, Shakpana, Xapanã, Omulo, Asojano, Shokponna       | Der Vater, Erde, Krankheit, Leid, Schmerz und Heilung                  | Lazarus, Rochus               |                                     |                |
| Babalú Ayé | Obaluaye, Obaluaiê, Obaluaê, Abaluaiê, Babaluaiê, Zodji, Dada Zodji, Obaluaiye | Der Sohn, Erde, Krankheit, Heilung                                     | Lazarus, Rochus               | Lazarus                             |                |
| Nanã       | Nanã Buruku, Nana Buluku, Nanan-bouclou                                        | Sumpf, Mangrove, Schlamm, Schwemmland                                  | Anna (Heilige)                |                                     |                |
| Oshossi    | Osoosi, Odé, Oxossi                                                            | Jagd, Fülle                                                            | Georg, Sebastian (Heiliger)   | Norbert von Xanten, Albertus Magnus |                |
| Otín       | Oti, Otim                                                                      | Ochossis Frau, Jagd, Tierschützer                                      |                               |                                     |                |
| Erinle     | Inle, Ibualama                                                                 | der Arzt, der Weidmann, der Fischer                                    |                               |                                     |                |
| Logunede   | Laro                                                                           | Der Prinz, Prosperität, Liebe                                          | Expedit                       |                                     |                |
| Ayra       |                                                                                | Blitz und Wind, der Krieger die nur Weiß trägt                         | Johannes (Apostel)            |                                     |                |
| Oricha Oko | Okko                                                                           | Landwirtschaft, Ernte                                                  |                               | Isidro                              |                |
| Oke        |                                                                                | Berg, Hügel                                                            |                               |                                     |                |
| Ori        |                                                                                | Herrscher des Kopfes                                                   |                               |                                     |                |
| Obba       | Óba, Obbá                                                                      | Seehandel, Wasser Wirbel, Strömungen                                   | Rita von Cascia, Jeanne d’Arc |                                     |                |
| Oduduwa    | Odudua                                                                         | „Erster Mensch“, Ahnvater der Yoruba, weiblicher oder männlicher Orisa |                               |                                     |                |
| Baiani     | Bayani, Babayanmi, Dada Ajaca, Dada Baldone                                    | Schützt das ungeborene Kind, der Oriṣa verbunden mit Gemüse und Obst   |                               |                                     |                |
| Olokun     | Olocum, Lokun                                                                  | Ozean, Wohlstand, weiblicher oder männlicher Orisa                     |                               |                                     |                |
| Olosa      |                                                                                | Lagune, See                                                            |                               |                                     |                |
| Ajé Saluga | Ajé Chaluga, Ajé-Kalagá, Ajé Xalugã, Kowo, Cobo                                | Reichtum, Schaum der Wellen, Muschel am Strand                         |                               |                                     |                |
| Oranmiyan  | Oranian, Oraniã                                                                | Sohn von Oduduwa, König und Kulturheros, Zwei Farben Haut, Erdbeben    |                               |                                     |                |
| Osain      | Ozain, Osain, Osanyin, Ossanhe                                                 | Wald, Pflanzen, Heilkräuter                                            | Benedikt der Mohr, Rochus     | Silvester I.                        |                |
| Oshumaré   | Oshumare, Oxumare, Bessém                                                      | Regen, Regenbogen, Transformation                                      | Bartholomäus                  |                                     |                |
| Yewa       | Ewá                                                                            | Keuschheit, Winter, Schnee, Nebel, Mist                                | Lucia von Syrakus             |                                     |                |
| Borumu     | Boromu                                                                         | Wüste, Schützt den Friedhof                                            |                               |                                     |                |
| Axabó      | Asagbó                                                                         | Kunst                                                                  |                               |                                     |                |
| Iroco      | Tempo, Kitembo, Roco, Loko                                                     | Heiliger Baum, Jahreszeit                                              | Laurentius von Rom            |                                     |                |
| Iyami-Ajé  | Iyami Oxoronga                                                                 | Eule, Mutter Hexe                                                      |                               |                                     |                |
| Egungun    | Egun                                                                           | Geister unsere Vorfahren                                               |                               |                                     |                |
| Onilé      | Ilé                                                                            | Erde                                                                   |                               |                                     |                |
| Onilê      |                                                                                | Beschützer unsere Haus                                                 |                               |                                     |                |
| Ibeji      |                                                                                | Die Zwillinge, Lebensfreude, Jugend                                    | Cosmas und Damian             |                                     |                |
| Iku        |                                                                                | Der Tod selbst                                                         |                               |                                     |                |

| Vodun    | Alternativnamen            | Bedeutung, Zuordnung                                               | Synkretismus Candomblé | Synkretismus Santería | Besonderheiten |
| -------- | -------------------------- | ------------------------------------------------------------------ | ---------------------- | --------------------- | -------------- |
| Mawu     | Gott-Mutter                | Gott (weibliche Seite)                                             |                        |                       |                |
| Legba    | Eleggua, Exu, Papa Legba   | Türöffner, Götterbote zwischen Göttern und Menschen, Kommunikation |                        |                       |                |
| Lissá    | Gott-Vater                 | Gott (männliche Seite)                                             |                        |                       |                |
| Loko     | Iroko, Tempo, Papa Loco    |                                                                    |                        |                       |                |
| Gu       | Ogum, Ogun                 | Krieger, Herr des Eisens                                           |                        |                       |                |
| Heviossô | Xango, Chango, Sango       | Gott des Donners                                                   |                        |                       |                |
| Sakpatá  | Obaluayiê, Azonsu, Asojano |                                                                    |                        |                       |                |
| Dan      | Oxumare, Gbèsém Jinkú      | Regenbogenschlange                                                 |                        |                       |                |
| Bessém   | Gbèsém, Oxumaré            | Regenbogenschlange                                                 |                        |                       |                |
| Agbê     |                            |                                                                    |                        |                       |                |
| Ayizan   |                            |                                                                    |                        |                       |                |
| Agassu   |                            |                                                                    |                        |                       |                |
| Agué     | Oxóssi, Ossãe              | Jäger                                                              |                        |                       |                |
| Aguê     |                            |                                                                    |                        |                       |                |
| Aziri    | Oxum                       | Liebe, Fruchtbarkeit                                               |                        |                       |                |
| Fa       | Orunmila                   | Weisheit                                                           |                        |                       |                |
| Dangbe   | Oxala                      | Schöpfergott                                                       |                        |                       |                |

| N'kisi         | Alternativnamen            | Bedeutung, Zuordnung                         | Synkretismus Candomblé | Synkretismus Santería | Besonderheiten |
| -------------- | -------------------------- | -------------------------------------------- | ---------------------- | --------------------- | -------------- |
| Aluvaiá        | Bara, Legba, Exu, Eleguá   | (männlicher Exu), Türöffner                  |                        |                       |                |
| Bombo Njila    | Exú, Bombojira             | (männlicher Exu), Türöffner                  |                        |                       |                |
| Pambu Njila    | Exú                        | Esu, Eshu, (männlicher Exu), Türöffner       |                        |                       |                |
| Vangira        | Pombagira, Pomba Gira      | (weiblicher Exu)                             |                        |                       |                |
| Vanjira        | Ogum, Ogun                 | Krieger                                      |                        |                       |                |
| Nkosi          | Ogum, Ogun                 | Krieger                                      |                        |                       |                |
| Roxi Mukumbe   | Ogum, Ogun, Nkosi Mukumbe  | Krieger                                      |                        |                       |                |
| Kabila         | Ode, Oxossi                | Jäger                                        |                        |                       |                |
| Mutalambô      | Lambaranguange, Oxóssi     | Jäger                                        |                        |                       |                |
| Gongobira      | Logunedé                   | junger Jäger                                 |                        |                       |                |
| Katendê        | Ossain, Agué, Ossanha      | Heiler der Götter und Kenner der Heilkräuter |                        |                       |                |
| Nzazi          | Xango, Chango, Sango       | Gott der Gerechtigkeit                       |                        |                       |                |
| Loango         | Xango, Zaze                | Gott der Gerechtigkeit                       |                        |                       |                |
| Kaviungo       | Kavungo, Nsumbu, Obaluayiê | Mit den Tod verbunden                        |                        |                       |                |
| Kafungê        | Omulu, Omolu;Xapana        | Gott der Gesundheit und Tod                  |                        |                       |                |
| Kigongo        | Omulu, Omolu, Xapana       | Gott der Gesundheit und Tod                  |                        |                       |                |
| Hongolo        | Bessém, Oxumaré            | Regenbogenschlange                           |                        |                       |                |
| Kitembo        | Tempo                      | Gott von Wetter und Jahreszeiten             |                        |                       |                |
| Matamba        | Oyá                        | Kriegerin, beherrscht die Toten              |                        |                       |                |
| Bamburussenda  | Oya                        | Kriegerin, beherrscht die Toten              |                        |                       |                |
| Nuvurucemavula | Oya                        | Kriegerin, beherrscht die Toten              |                        |                       |                |
| Nvumbe         | der Tod, (Orisa Iku)       | Der Tod selbst                               |                        |                       |                |
| Kisimbi        | Oxum                       | Göttin der Fruchtbarkeit und Flüsse und Seen |                        |                       |                |
| Samba-Nkisi    | Oxum                       | Göttin der Fruchtbarkeit und Flüsse und Seen |                        |                       |                |
| Ndanda Lunda   | Oxum                       | Göttin der Fruchtbarkeit und Flüsse und Seen |                        |                       |                |
| Kaitumbá       | Yemanja                    | Göttin des Meeres                            |                        |                       |                |
| Kokueto        | Yemanja                    | Göttin des Meeres                            |                        |                       |                |
| Zumbarandá     | Nzumbarandá, Nanã Buruku   | Mit den Tod verbunden                        |                        |                       |                |
| Nvunji         | Ibeji, Hoho                | Die göttlichen Zwillinge                     |                        |                       |                |
| Lembá Dilê     | Oxalá                      | Mit der Erschaffung der Welt verbunden       |                        |                       |                |
| Lembarenganga  | Oxalá                      | Mit der Erschaffung der Welt verbunden       |                        |                       |                |
| Jakatamba      | Oxala, Obatala             | Mit der Erschaffung der Welt verbunden       |                        |                       |                |
| Kassuté Lembá  | Oxala, Obatala             | Mit der Erschaffung der Welt verbunden       |                        |                       |                |
| Gangaiobanda   | Oxala, Obatala             | Mit der Erschaffung der Welt verbunden       |                        |                       |                |
| Vumbe          | Egungun (Ahnen)            | Vorfahren (Urahnen)                          |                        |                       |                |
| Wunje          | Ibeji                      | Glück der Jugend, die göttlichen Zwillinge   |                        |                       |                |
| Angoro         | Angoromea                  | Kommunikation zwischen Göttern und Menschen  |                        |                       |                |

## Dokumentarfilme
- Maria Esperanza Palau: Orixas. Universidad de los Andes, 1986 (25 Minuten; portugiesisch, mit englischen Untertitel; der Historiker Pierre Fatumbi Verger im Interview; Videos bei YouTube: Teil 1/3, 2/3, 3/3).